# Rezerwat przyrody Igiełki
Rezerwat przyrody Igiełki – florystyczny rezerwat przyrody znajdujący się w miejscowości Mszana w gminie Dukla, w powiecie krośnieńskim, w województwie podkarpackim. Leży na terenie leśnictwa Folusz (Nadleśnictwo Dukla). Rezerwat obejmuje około 250 egzemplarzy cisa w drzewostanie jodłowym, o wysokości do 6 m.
- numer według rejestru wojewódzkiego – 34
- powierzchnia – 27,85 ha[1] (akt powołujący podawał 27,88 ha)
- dokument powołujący – M.P. 1989.44.357
- rodzaj rezerwatu – florystyczny[1]

- typ rezerwatu – florystyczny

- podtyp rezerwatu – krzewów i drzew

- typ ekosystemu – leśny i borowy

- podtyp ekosystemu – lasów górskich i podgórskich

- przedmiot ochrony (według aktu powołującego) – naturalne stanowisko cisa pospolitego na terenie Beskidu Niskiego[1]

Z roślin chronionych występuje tu m.in. kruszczyk szerokolistny i storczyk szerokolistny.